# Bolortsetseg Minjin
Bolortsetseg Minjin est une paléontologue mongole, connue pour ses activités de recherche, de vulgarisation scientifique et son activisme dans le rapatriement des fossiles mongols en Mongolie.

## Biographie et éducation
Bolortsetseg Minjin, aussi connue sous le surnom de « Bolor », grandit à Oulan-Bator, la capitale de la Mongolie. Elle est la fille du paléontologue mongol Minjin Chulunn. Très jeune, elle s'intéresse aux travaux de son père, qui ramène des fossiles au domicile familial, notamment de coraux. En raison de l'absence de livres ou d'émissions sur les dinosaures en Mongolie, Bolor lit les livres de recherches de son père. Elle s'intéresse ainsi à la paléontologie, et souhaite poursuivre ses études dans le domaine de la paléontologie, afin de comprendre le développement de la vie en Mongolie, il y a plusieurs millions d'années.  
Elle fait ses études à l'Université Mongole des Sciences et Technologies (en), et suit un cursus de géologie, étant donné qu'il n'existe pas de cursus spécialisé en paléontologie en Mongolie. Son père étant le seul paléontologue au sein de l'université, il devient ainsi son référant. Elle est détentrice d'un master de paléontologie des invertébrés. 
En 1996, elle rejoint une expédition paléontologique menée par Mark Norell, du musée américain d'histoire naturelle. Bien qu'engagée initialement en tant que cuisinière pour l'équipe mongole, elle prospecte sur le site et trouve plusieurs fossiles de mammifères ou de reptiles. Elle attire l'attention de l'équipe de fouille américaine, qui lui propose alors d'effectuer sa thèse au musée américain d'histoire naturelle de manière jointe avec l'université de la ville de New York. Elle effectue ainsi une thèse sur le sujet du squelette post crânien chez les multituberculés, en mettant l'emphase sur des spécimens issus de Mongolie.
Elle déménage ainsi à New York, où elle se concentre alors sur la réhabilitation de la paléontologie en Mongolie, s'inquiétant du fait que très peu de jeunes mongoles s'intéressent à la paléontologie et à l'histoire de leur pays. Pendant son séjour aux États-Unis, elle travaille en collaboration avec le professeur Jack Horner, du Museum of the Rockies, qui l'a notamment aidé a créé l'Institut d'études des fossiles mongols, en 2007. 

## Travail de recherche
Bolortsetseg a étudié et découvert plusieurs fossiles de dinosaures et de mammifères dans le désert de Gobi, datant de 145 à 65 millions d'années. Lors de certaines fouilles, elle a déterré jusqu'à 67 fossiles en une semaine. 
Elle effectue son post doctorat au sein de l'institut des Rocheuses sous la direction de Jack Horner sur la paléobiologie du Psittacosaurus, un dinosaure du Crétacé.

## Travail de rapatriement des fossiles
Bolortsetseg est également très impliquée dans le rapatriement des fossiles mongols dans leur terre d'origine. En 2012, lors de la mise aux enchères d'un squelette de Tyrannosauridae, un spécimen de Tarbosaurus baatar, Bolortsetseg signale cette vente aux autorités mongoles, empêchant la vente du squelette. Le squelette est alors rapatrié en Mongolie,, et est désormais visible de tous au Muséum Central des Dinosaures Mongols. Cette affaire juridique fait alors office de jurisprudence, et attire l'attention sur le trafic de fossiles à travers le monde. Cela induit également le retour en Mongolie d'autres fossiles obtenus de manière douteuse, comme le crâne d'un autre Tyrannosauridae en possession de l'acteur Nicolas Cage, qu'il rend de son plein gré au gouvernement mongol,.

## Autres travaux
Afin de permettre aux jeunes mongols de découvrir la paléontologie, l'histoire et la richesse en fossiles de leur pays, Bolortsetseg Minjin écrit des livres pour enfants sur les dinosaures. A travers une association à but non lucratif qu'elle a créé, elle organise également depuis 2009 des ateliers sur le thème de la paléontologie. A travers l'l'Institut d'études des fossiles mongols, elle contribue à la sensibilisation du patrimoine fossile mongol auprès de la jeunesse de ce pays. 